# Rhabdomastix (Rhabdomastix) incapax
Rhabdomastix (Rhabdomastix) incapax is een tweevleugelige uit de familie steltmuggen (Limoniidae). De soort komt voor in het Palearctisch gebied.